# تشارلي بيمون
تشارلي بيمون (بالإنجليزية: Charlie Beamon)‏ هو لاعب كرة قاعدة أمريكي، ولد في 25 ديسمبر 1934 في أوكلاند في الولايات المتحدة، وتوفي في 3 مايو 2016 في سان ليندرو في الولايات المتحدة.

## وصلات خارجية
- تشارلي بيمون على موقعبيزبول رفرنس.كوم (الدوري الرئيسي) (الإنجليزية)
- تشارلي بيمون على موقعبيزبول رفرنس.كوم (الدوري الثانوي) (الإنجليزية)
- تشارلي بيمون على موقع إي إس بي إن.كوم (أم.أل.بي) (الإنجليزية)
- تشارلي بيمون على موقع مشجعي الرسوم البيانية (الإنجليزية)